# 弗罗
弗罗（法語：Vraux，法語發音：[vʁo]）是法国马恩省的一个市镇，位于该省中部，属于香槟沙隆区。

## 地理
弗罗（49°1'41"N, 4°14'14"E）面积12.8 平方千米，位于法国大東部大區马恩省，该省份为法国东北部内陆省份，北起阿登省，西北接埃纳省，西南接塞纳-马恩省，南至奥布省，东南接上马恩省，东临默兹省。
与弗罗接壤的市镇（或旧市镇、城区）包括：莱格朗德洛日、艾尼、马恩河畔欧奈、瑞维尼。

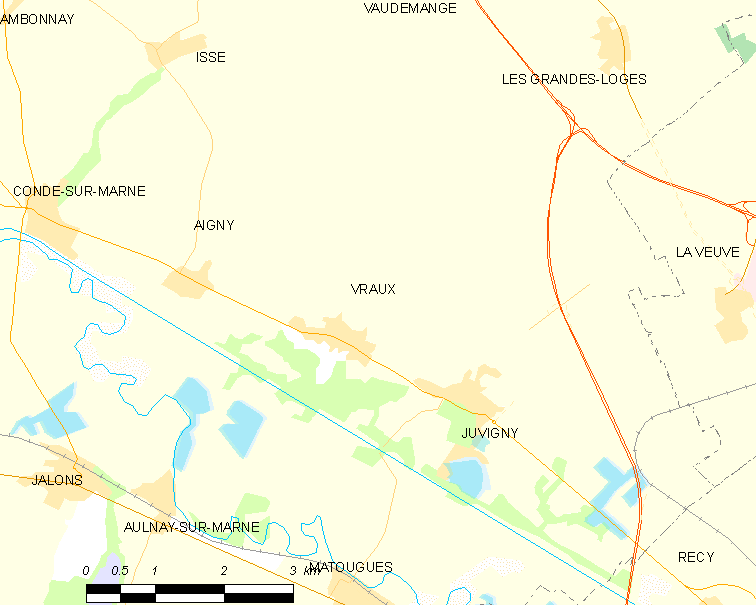
弗罗的OSM定位图

弗罗的时区为UTC+01:00、UTC+02:00（夏令时）。

## 行政
弗罗的邮政编码为51150，INSEE市镇编码为51656。

## 政治
弗罗所属的省级选区为香槟沙隆第二县。

## 人口

1962-2008年间弗罗人口变化图示

弗罗于2022年1月1日时的人口数量为462人。